# کوزی
کوزی (به آلمانی: Kusey) یک منطقهٔ مسکونی در آلمان است که در کلوتزه واقع شده‌است. کوزی  ۱٬۰۸۱ نفر جمعیت دارد.